# Iglesia de Nuestra Señora de Ude
La iglesia de Nuestra Señora de Ude (en georgiano: უდის ღვთისმშობლის ეკლესია) es un edificio religioso de la iglesia ortodoxa georgiana situada en Ude, en el municipio de Adigueni de la región de Mesjetia-Yavajetia, Georgia. La iglesia fue construida en 1904-1906 por católicos georgianos en el sitio de la iglesia ortodoxa previamente existente y es una de las cinco catedrales disputadas entre la iglesia ortodoxa y la iglesia católica de Georgia.

## Historia
La iglesia de la Dormición de la Madre de Dios en Ude fue construida alrededor del siglo IX. Con el transcurso del tiempo, el templo fue destruido muchas veces en conflictos armados. 
En 1860 se restauró la fachada occidental y parte de la nave del templo. Hasta 1845, había una inscripción nusjuri sobre la puerta de entrada. La famosa kartevóloga Marie Brose fue a visitar los templos de Ude y descubrió que la comunidad local estaba formada por armenios católicos. La catedral tenía un campanario, que estaba mejor conservado que la catedral, con muchas adiciones nuevas, incluidas partes de ornamentos.
En 1904-1906, los católicos destruyeron la antigua iglesia ortodoxa ya que la iglesia no podía albergar a la población del pueblo. El gran tamaño del edificio y la solución arquitectónica indican claramente la ambición de sus constructores de tener un templo que se destacaría no solo en la región, sino en toda Georgia. Una placa conmemora su construcción en tiempos del papado de Pío X y de la inscripción se desprende claramente que junto con los católicos, los musulmanes georgianos también participaron en la construcción.
Después de la finalización de la construcción, la principal preocupación de la parroquia fue obtener el permiso para realizar el servicio en armenio, porque antes solo se leía el Evangelio en georgiano.
En la década de 1930, durante el gobierno soviético, se prohibió el culto a la iglesia y la iglesia se convirtió en un almacén de granja colectiva. A fines de la década de 1970, el templo se transformó en un museo de tradiciones locales.
Después de 1992, el estado entregó el templo a la iglesia ortodoxa de Georgia y, desde entonces, los servicios se han llevado a cabo al estilo ortodoxo. 

## Arquitectura
La arquitectura de la iglesia, con sus macizos muros y arcos de medio punto, sigue una variante fuertemente esquematizada del clasicismo. En algunos detalles de la decoración de su fachada (por ejemplo, puertas y ventanas) podemos escuchar ecos de la arquitectura georgiana medieval, pero no podemos conectarlo con el fenómeno que llamamos estilo georgiano. Desde 2006, al templo se le ha otorgado el estatus de monumento del patrimonio cultural.

## Galería

Parte lateral de la iglesia
Parte trasera del templo